# Stará Rudná
Stará Rudná (do 1947 Starý Vogelzejf, německy Alt Vogelseifen, 1869 Alt-Vogelseifen, 1900–1910 Altvogelseifen) je část obce Rudná pod Pradědem v okrese Bruntál. Nachází se na severovýchodě Rudné pod Pradědem. Prochází zde silnice II/450.
Stará Rudná je také název katastrálního území o rozloze 16,33 km2.

## Název
Do 20. století se vesnice jmenovala německy Vogelseif(en). Ve druhé části jména je obecné Seifen - "rýžoviště" (potok, ve kterém se rýžovalo). V první části je buď vlastní jméno Vogel ("Pták"), takže jméno vsi pak znamenalo "Vogelovo rýžoviště", nebo obecné Vogel ("pták") a šlo o jakousi nápodobu "reklamních" místních jmen jako Vogelsang ("Ptačí zpěv"), která měla přilákat nové osadníky do odlehlých míst. České jméno Rudná bylo dáno v roce 1947 na základě toho, že v místě se dříve těžila ruda. Přívlastek Alt (česky od 19. století Starý) je doložen od počátku 17. století a sloužil k odlišení od mladší Nové Rudné.

## Vývoj počtu obyvatel
Počet obyvatel Staré Rudné podle sčítání nebo jiných úředních záznamů:
| Rok            | 1869 | 1880 | 1890 | 1900 | 1910 | 1921 | 1930 | 1950 | 1961 | 1970 | 1980 | 1991 | 2001 |
| -------------- | ---- | ---- | ---- | ---- | ---- | ---- | ---- | ---- | ---- | ---- | ---- | ---- | ---- |
| Počet obyvatel | 779  | 825  | 809  | 749  | 696  | 631  | 631  | 322  | 337  | 439  | 424  | 373  | 368  |

1. ↑  z toho: 1 Čechoslovák, 623 Němců; 628 řím. kat., 2 evang.

Ve Staré Rudné je evidováno 123 adres : 122 čísel popisných (trvalé objekty) a 1 číslo evidenční (dočasné či rekreační objekty). Při sčítání lidu roku 2001 zde bylo napočteno 103 domů, z toho 84 trvale obydlených.